# Museum of Contemporary Tibetan Art
Het Museum of Contemporary Tibetan Art is een museum in de Nederlandse plaats Emmen dat gewijd is aan hedendaagse Tibetaanse kunst. Het werd op 1 juni 2017 opgericht. Het is gevestigd in het Rensenpark, waar zich voorheen het Dierenpark Emmen bevond.

## Geschiedenis
Het museum werd opgezet door de Tibetaanse kunstenaar en curator Tashi Norbu en zakelijk directeur Marjanne Tholen. Norbu volgde kunstopleidingen in India en België. Met het museum wil Norbu een brug slaan tussen Oosterse en Westerse kunst. Het museum is gevestigd in het Rensenpark; op dit terrein was voorheen het Dierenpark Emmen gevestigd. In de jaren ervoor strandde hier een project met Chinese investeerders voor een Chinees cultuurpark.
De opening voor het publiek vond plaats op 1 juni 2017. Officieel werd het lint op 23 september 2017 doorgeknipt door wethouder Jisse Otter. Op 24 maart 2018 heropende Otter het museum nadat het uitgebreid was met een tweede expositiezaal.
In het eerste half jaar kwamen 16.000 bezoekers naar het museum, inclusief uit landen als de Verenigde Staten, Mexico en India. In oktober 2017 maakte de Amerikaanse filmmaker Bryan Liptzin opnames in het museum voor een BBC-documentaire over Tibetaanse kunst.

## Museum
Het museum toont naast Norbu's eigen kunst ook werk van andere kunstenaars. In zijn eigen werk vermengt hij Oosterse tradities met Westerse tradities en technieken. Een voorbeeld hiervan is een Boeddhabeeld uit afvalhout, dat in 2018 een half jaar aan een waterpartij in het park stond. Grotere versies van dergelijke beelden bouwde hij eerder ook in India en Chicago. Het twee meter hoge beeld in Emmen werd later met een kraan naar het museum verplaatst. Sinds de heropening in 2018 zijn er naast de permanente collectie ook wisselende exposities van fotografen en andere kunstenaars te zien en wordt er Tibetaans cultureel erfgoed getoond.
Verder worden er in het museum lezingen, workshops en mantralounges gegeven. Ook wordt in het museum aandacht besteed aan literatuur, poëzie en muziek. Tijdens evenementen als het Full Color Festival worden livepaintings met een Tibetaanse muziekgroep gehouden.

## Fotogalerij

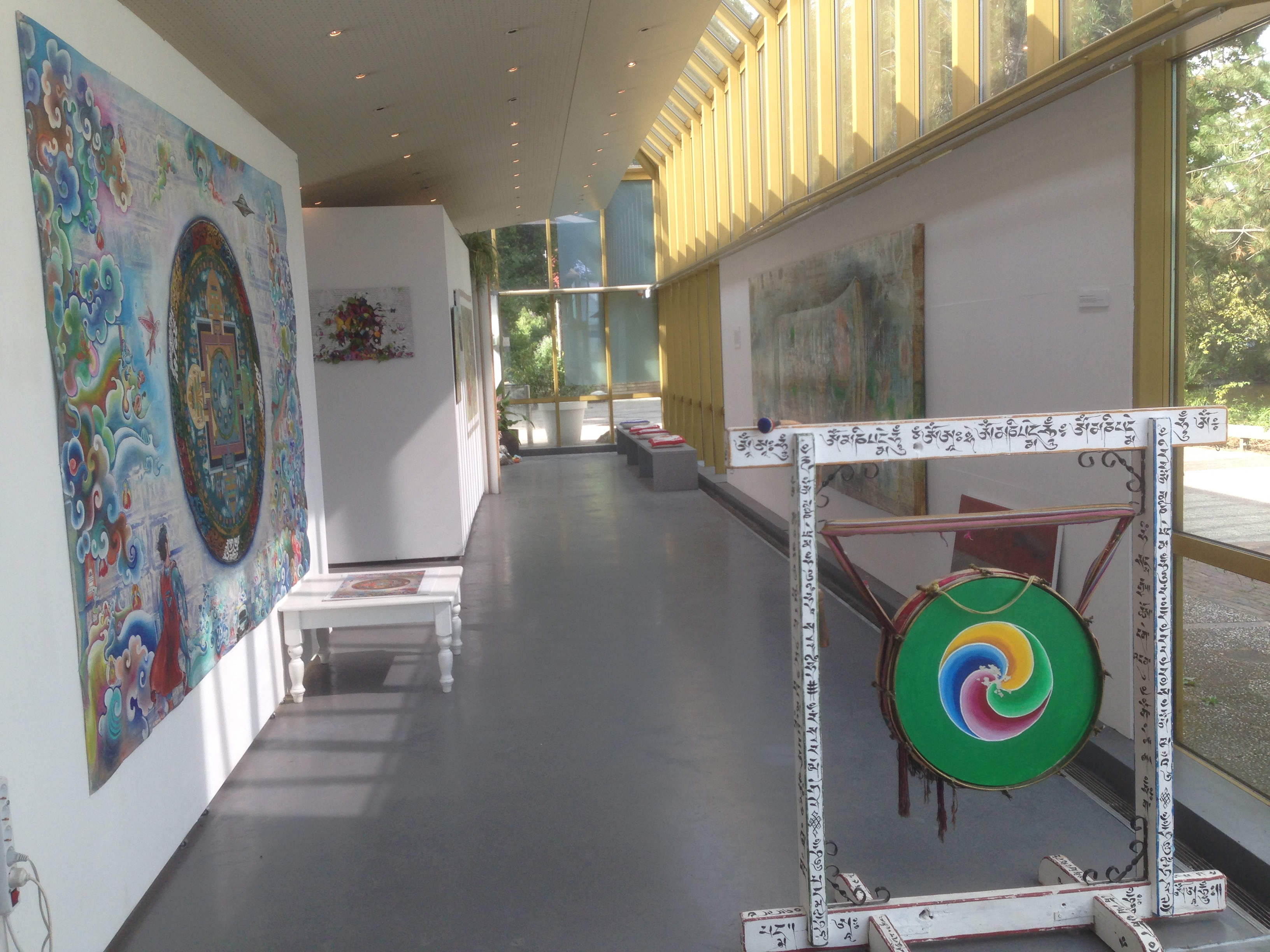
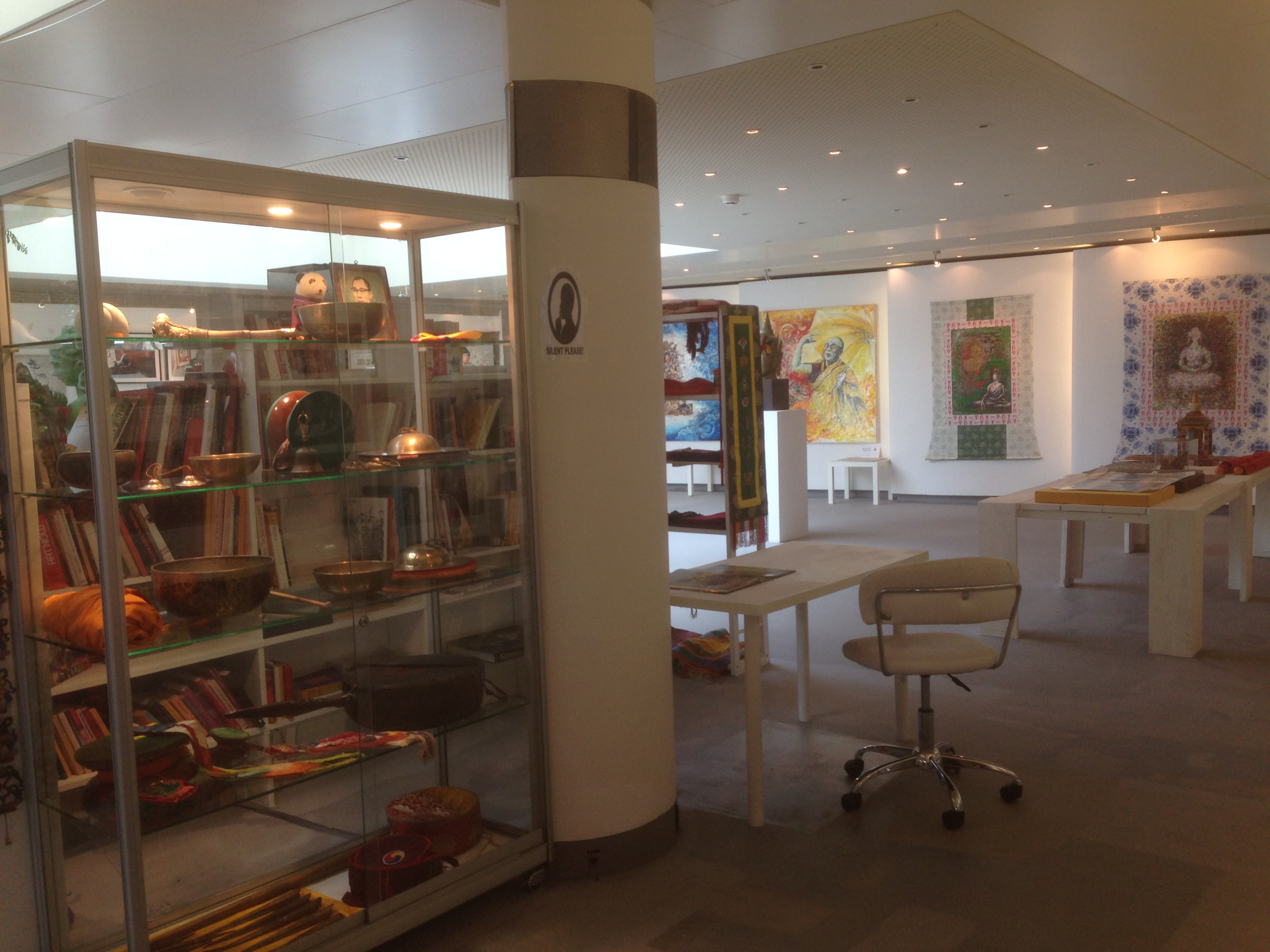
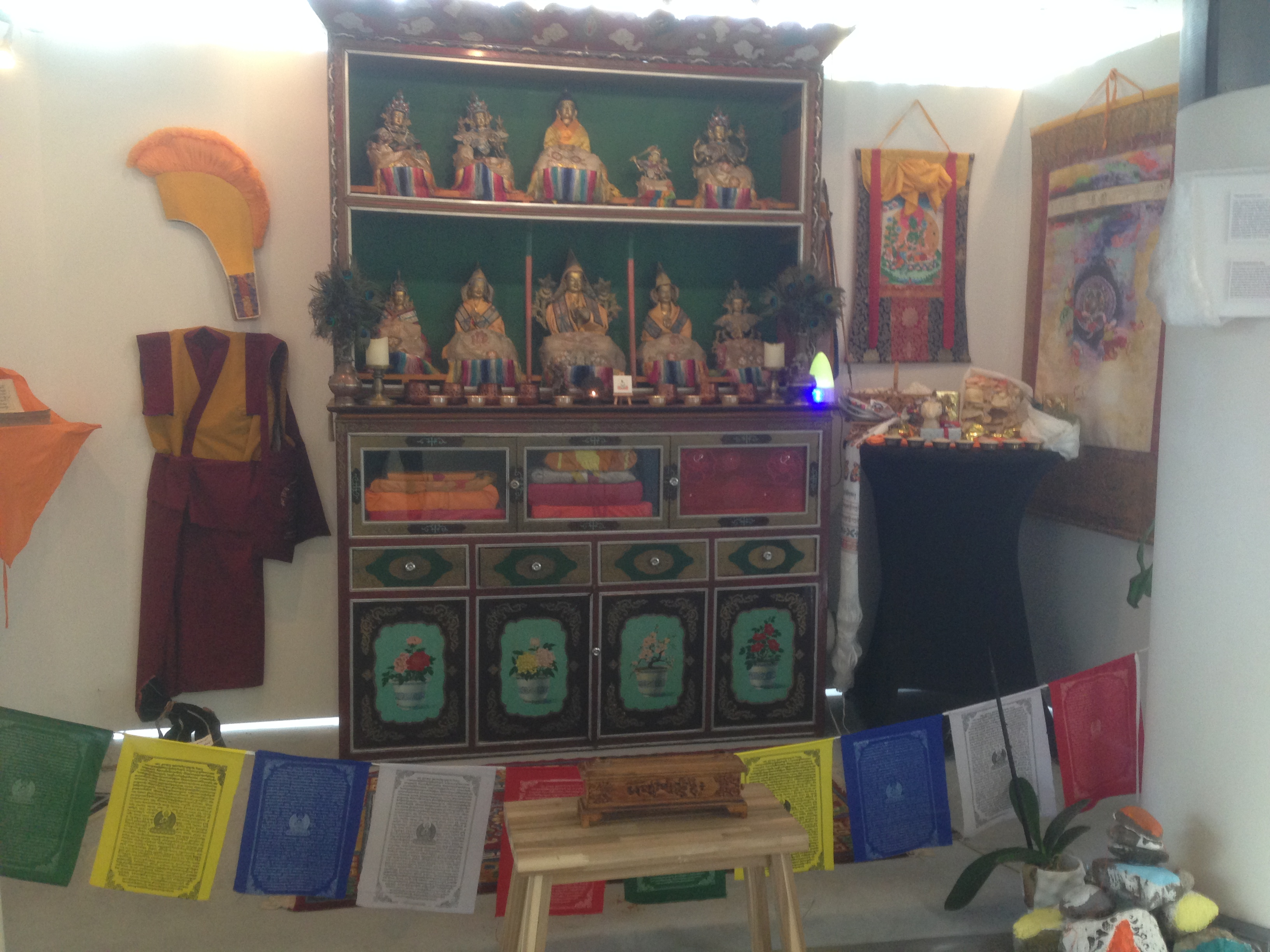
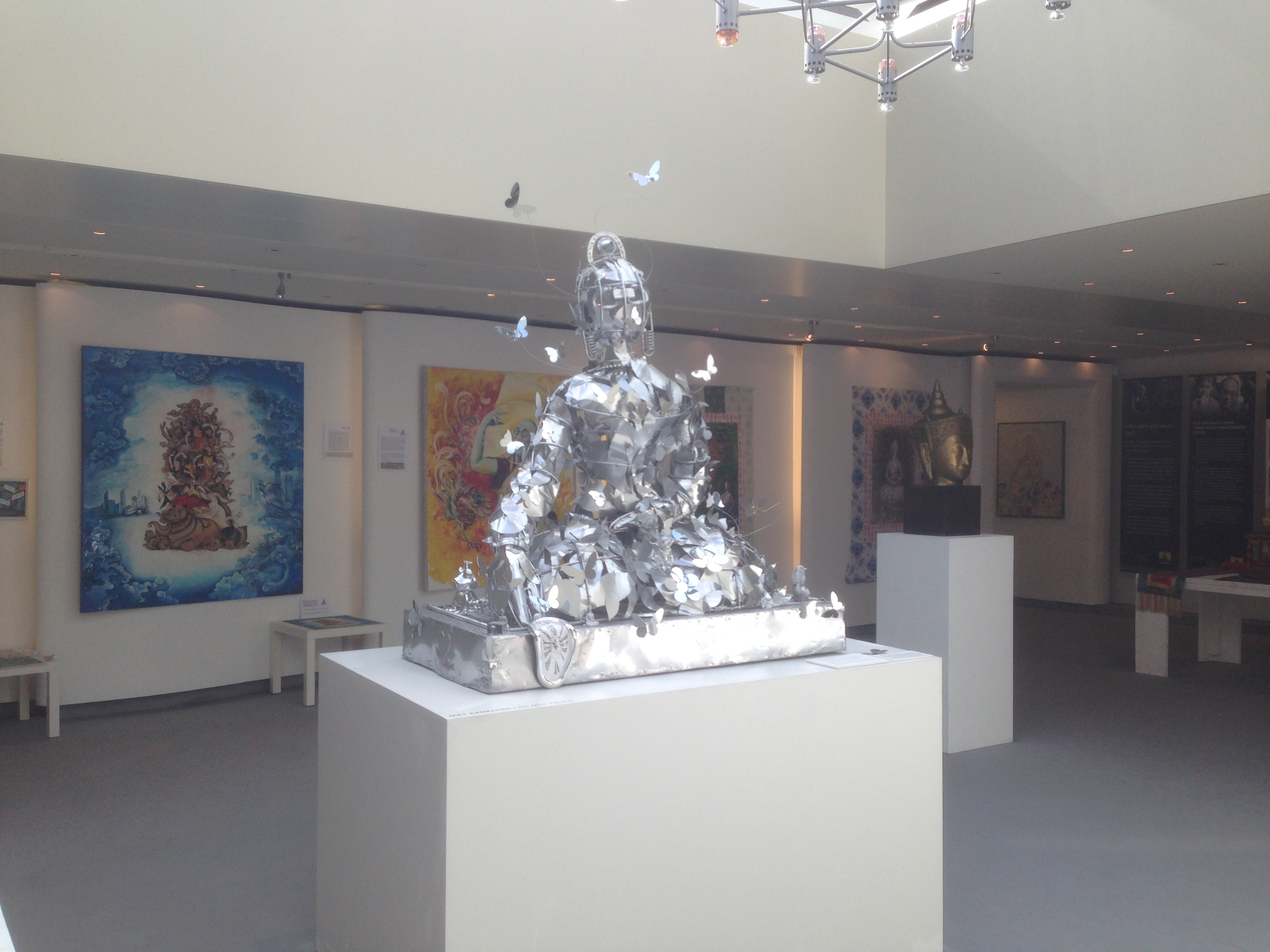
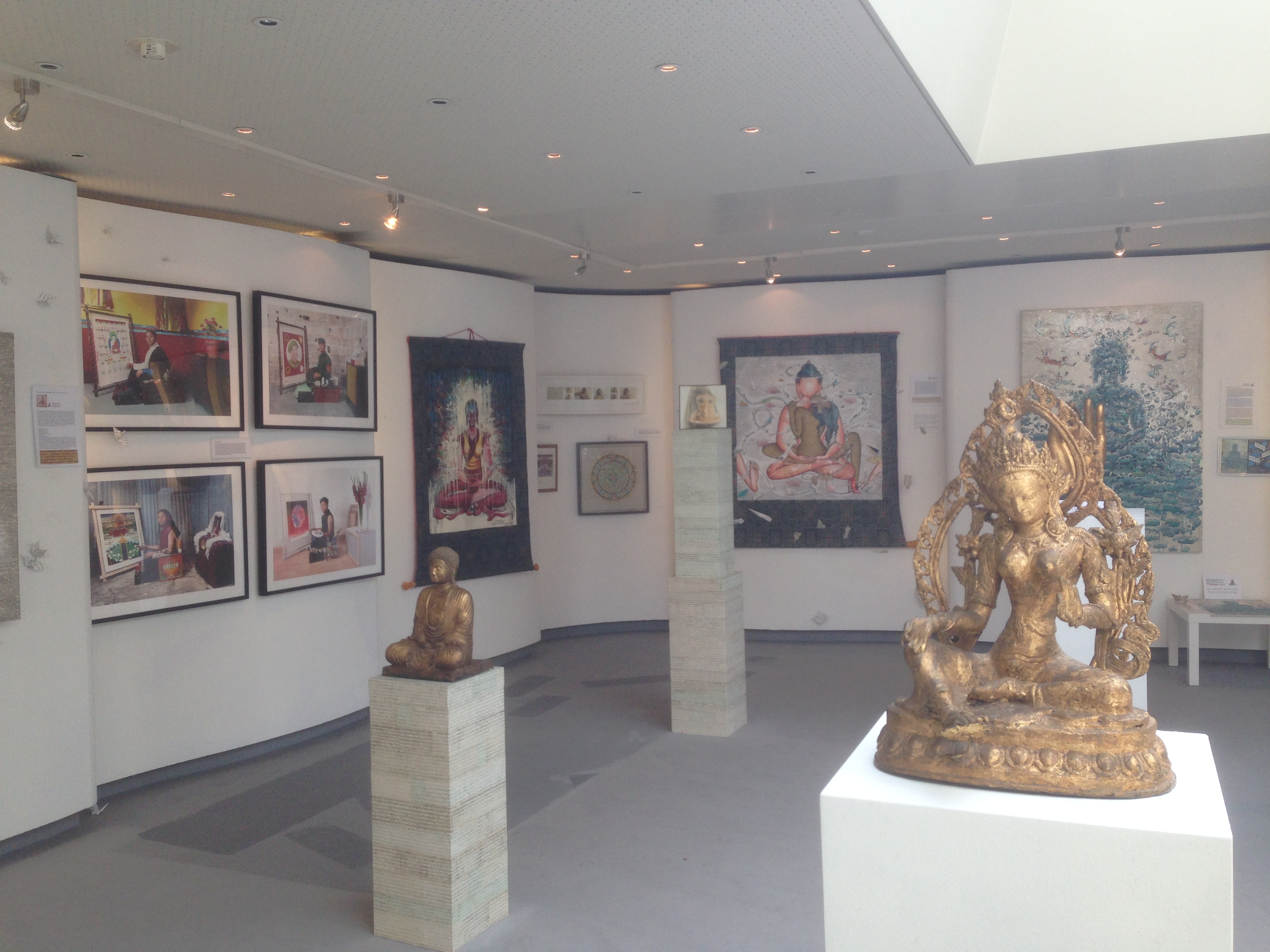
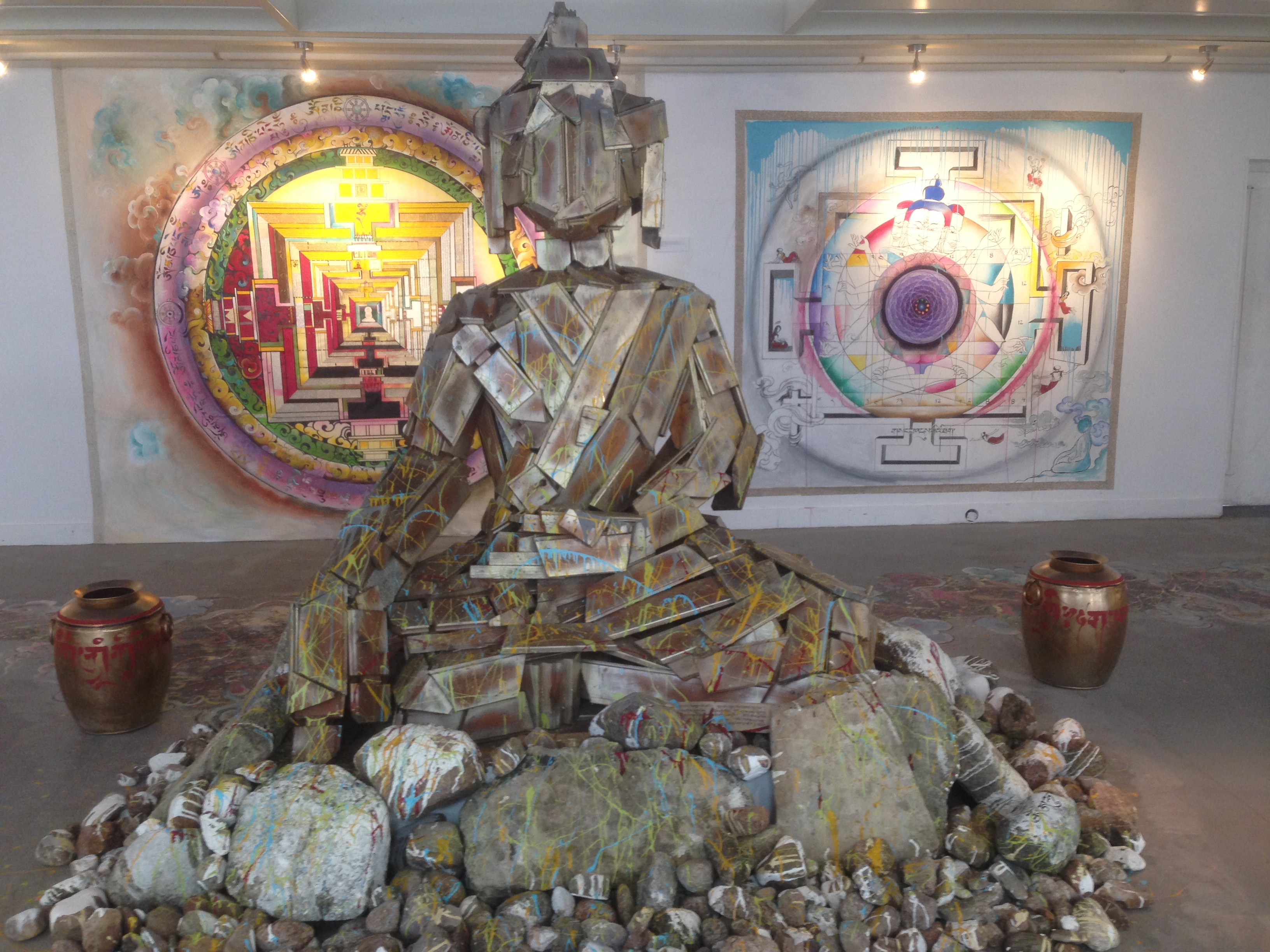
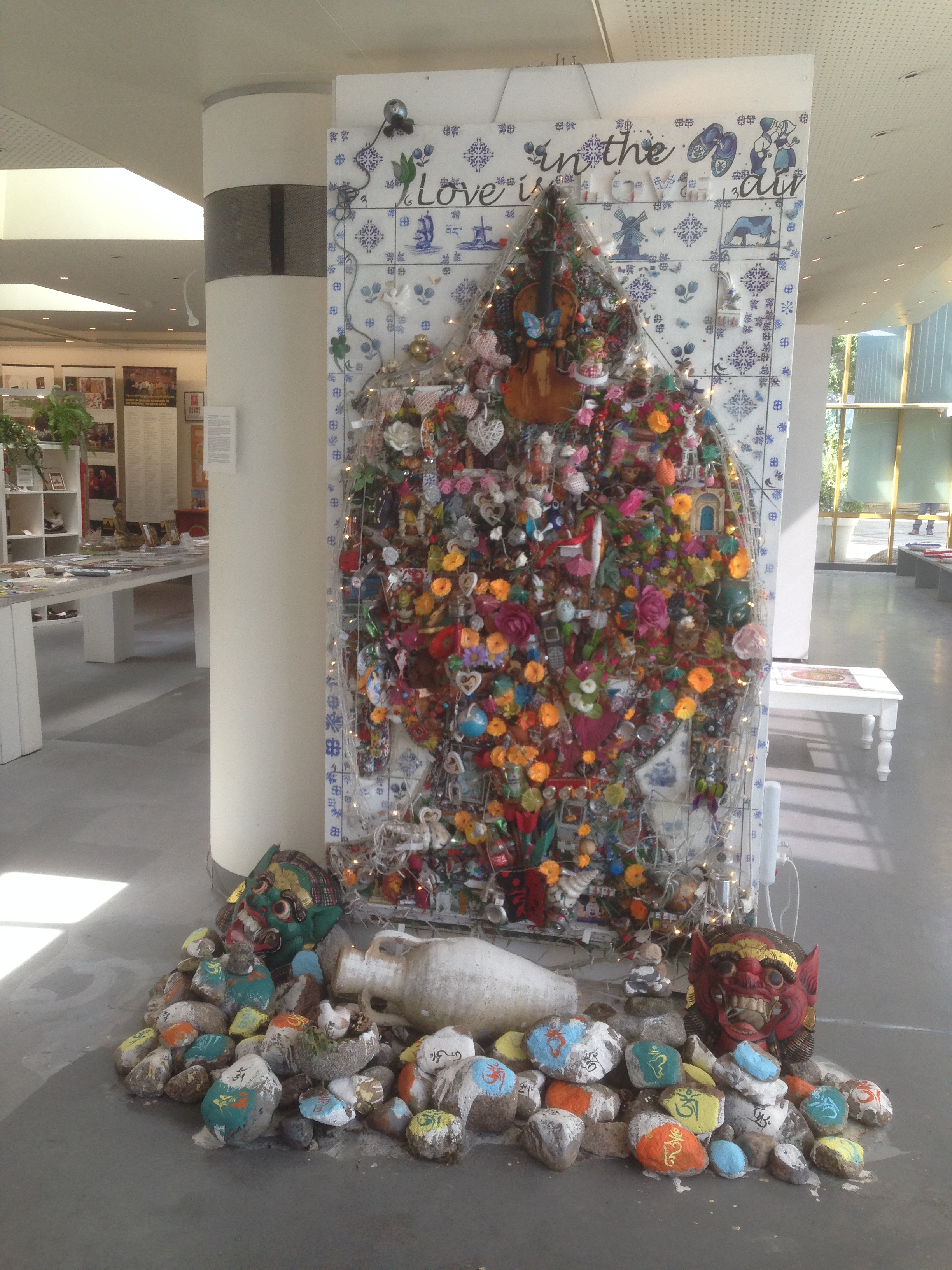
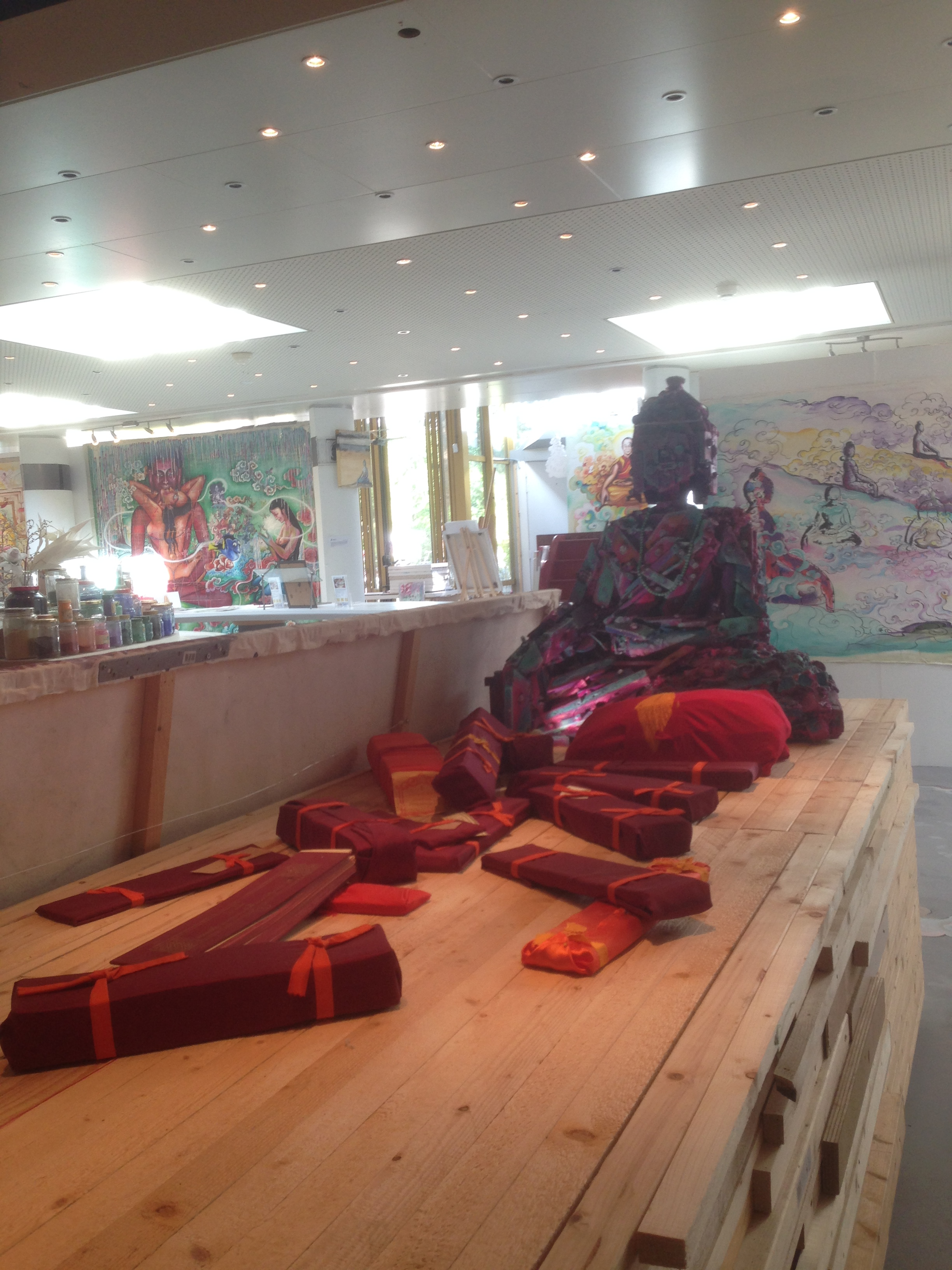